# Na přání
Na přání je název prvního výběrového alba popové kapely Lunetic. Album bylo vydáno v roce 2002 v České republice a na Slovensku pod značkou Universal Music Group.
Album obsahuje také nové písně, na jejichž nahrávaní se nepodílel Martin Kocián, který krátce předtím kapelu opustil.

## Seznam skladeb
| Pořadí | Název                                                       | Hudba              | Text                        | Délka |
| ------ | ----------------------------------------------------------- | ------------------ | --------------------------- | ----- |
| 1.     | Ať je hudba Tvůj lék                                        | Stano Šimor        | David Škach                 | 3:47  |
| 2.     | Dotyky                                                      | Stano Šimor        | David Škach                 | 3:54  |
| 3.     | Máma                                                        | Stano Šimor        | David Škach a Martin Kocián | 3:31  |
| 4.     | Only you (Originál: Only You)                               | Vince Clarke       | David Škach                 | 3:44  |
| 5.     | Podléhám myšlenkám                                          | Stano Šimor        | David Škach                 | 3:54  |
| 6.     | Jsi anděl můj                                               | Stano Šimor        | David Škach                 | 3:34  |
| 7.     | Vzpomínám (new 2002)                                        | Stano Šimor        | David Škach                 | 3:51  |
| 8.     | Chtěl bych tě líbat                                         | Stano Šimor        | David Škach                 | 3:40  |
| 9.     | Jako zlej sen                                               | Stano Šimor        | David Škach                 | 4:21  |
| 10.    | Udělám, co budeš chtít                                      | Stano Šimor        | David Škach                 | 3:38  |
| 11.    | Neplakej - mám Tě rád (Originál: In the Still of the Night) | Fred Parris        | David Škach                 | 3:13  |
| 12.    | S tebou                                                     | Stano Šimor        | David Škach                 | 3:40  |
| 13.    | Život je hra                                                | Stano Šimor        | David Škach                 | 3:31  |
| 14.    | Toužím zapomenout                                           | Stano Šimor        | David Škach                 | 3:23  |
| 15.    | Kapky příběhů                                               | Stano Šimor        | David Škach                 | 3:52  |
| 16.    | Letím (new 2002)                                            | Stano Šimor        | David Škach                 | 3:25  |
| 17.    | Procházím se v ulicích                                      | Stano Šimor        | David Škach                 | 3:29  |
| 18.    | Only you (bonus) (Originál: Only You)                       | Vince Clarke       | David Škach                 | 2:13  |
| 19.    | Rok a den (Originál: Last Christmas)                        | George Michael     | David Škach                 | 4:27  |
| 20.    | Kouzelná noc (Originál: Stille Nacht, heilige Nacht)        | Franz Xaver Gruber | David Škach                 | 3:55  |

## Sestava při nahrávání nových písní
- Václav Jelínek - hlavní vokály
- David Škach - vokály
- Aleš Lehký - vokály
- Stano Šimor - produkce